# Дієго Осоріо
Дієго Леон Осоріо Рендон (ісп. Diego Leon Osorio Rendón, нар. 21 липня 1970) — колумбійський футболіст, що грав на позиції захисника. Виступав, зокрема, за клуби «Індепендьєнте Медельїн» та «Атлетіко Насьйональ», а також національну збірну Колумбії.

## Клубна кар'єра
У дорослому футболі дебютував 1988 року виступами за команду «Індепендьєнте Медельїн», в якій провів два сезони, взявши участь у 63 матчах чемпіонату.  Більшість часу, проведеного у складі «Індепендьєнте Медельїн», був основним гравцем захисту команди.
Своєю грою за цю команду привернув увагу представників тренерського штабу клубу «Атлетіко Насьйональ», до складу якого приєднався 1991 року. Відіграв за команду з Медельїна наступні чотири сезони своєї ігрової кар'єри. Граючи у складі «Атлетіко Насьйональ» також здебільшого виходив на поле в основному складі команди.
Протягом 1996 року захищав кольори клубу «Санта-Фе».
Завершив ігрову кар'єру у команді «Атлетіко Насьйональ», у складі якої вже виступав раніше. Повернувся до неї 1997 року, захищав її кольори до припинення виступів на професійному рівні у 1998.

## Виступи за збірні
Учасник юнацького (U-16) чемпіонату світу 1989 року. Того ж року викликався до молодіжної збірної Колумбії
Дебютував у складі національної збірної Колумбії 25 червня 1991 року в переможному (1:0) виїзному товариському матчі проти Коста-Рики. Протягом кар'єри у національній команді, яка тривала 5 років, провів у її формі 17 матчів.
У складі збірної був учасником розіграшу Кубка Америки 1991 року у Чилі, розіграшу Кубка Америки 1993 року в Еквадорі, на якому команда здобула бронзові нагороди.

## Проблеми з законом
У серпні 2002 року заарештований у Маямі за зберігання та торгівлю кокаїном (у нього знайшли 40 кг наркотику). У жовтні 2016 року знову заарештований за зберігання та збут кокаїну, цього разу в колумбійському місті Богота. Дієго готувався перевезти нароктики до Мадриду.

## Досягнення
«Атлетіко Насьйональ»
- Категорія Прімера A
  -  Чемпіон (2): 1991, 1994

- Кубок Лібертадорес
  -  Фіналіст (1): 1995

- Міжамериканський кубок
  -  Володар (1): 1997

- Кубок Мерконорте
  -  Володар (1): 1998

«Санта-Фе»
- Кубок КОНМЕБОЛ
  -  Фіналіст (1): 1996

Колумбія
- Бронзовий призер Кубка Америки: 1993